# إدوارد فارنزورث
إدوارد فارنزورث (بالإنجليزية: Edward Farnsworth)‏ هو لاعب كرة قدم أمريكية أمريكي، ولد في 30 يوليو 1880 في تشارلستاون في الولايات المتحدة، وتوفي في 18 ديسمبر 1937 في ساوث بورتلاند في الولايات المتحدة.